# Cologne (Włochy)
Cologne – miejscowość i gmina we Włoszech, w regionie Lombardia, w prowincji Brescia.
Według danych na rok 2004 gminę zamieszkiwało 6490 osób, 499,2 os./km².